# Cigányóc
Cigányos (régi nevén Cigányóc, ukránul: Циганівці [Cihanyivci]) falu Ukrajnában, Kárpátalján, az Ungvári járásban. 

## Fekvése
Ungvár keleti szomszédjában, a Cigány-patak völgyében fekvő település.

## Története
A 16. században alapították. Első írásos említése 1588-ból származik „Cigányfalu” néven (ez bizonytalan, hogy erre a településre vonatkozik-e), illetve a 16. században még „Cziganocz” néven fordul elő. Neve a Cigány családnévből származik, köznévi eredete kizárható.
A 18. század végén Vályi András így ír róla: „CZIGENYOTZ. Orosz falu Ungvár Vármegyében, földes ura a’ Királyi Kamara, lakosai ó hitűek, fekszik az Ungvári járásban, Dengláznak szomszédságában, mellynek filiája, ’s fördője is van. Határja középszerű, vagyonnyai külömbfélék, második Osztálybéli.”
Fényes Elek 1851-ben kiadott geográfiai szótárában így ír a faluról: „Cziganyócz, orosz falu, Ungh vgyében, Unghvárhoz 1 mfdnyire: 11 r., 120 gör. kath., 18 zsidó lak., vasas ásványos fördővel, s derék erdővel. F. u. a kamara.”
A Cigányóc nevet az 1904-es helységnévrendezés során Cigányosra magyarosították. A trianoni béke előtt Ung vármegye Ungvári járásához tartozott. 1938–44 között visszakerült Magyarországhoz. 1939-ben visszakapta régi nevét.
1945-ben Szovjetunióhoz csatolták a települést. 1991 óta Ukrajnához tartozik. 2020-ig közigazgatásilag Nagylázhoz tartozott.

## Népesség
1910-ben-ben 269 lakosából 22 magyar, 12 német és 235 ruszin anyanyelvű volt; vallását tekintve pedig 34 római katolikus, 223 görögkatolikus, 12 izraelita.
| 1910 | 269 |
| 2001 | 416 |

A népesség anyanyelv szerinti megoszlása a teljes népesség %-ában (2001)